# Alessandra Perilli
Pour les articles homonymes, voir Perilli.
Alessandra Perilli, née le 1er avril 1988 à Rimini, est une sportive saint-marinaise pratiquant le tir dans la discipline de la fosse olympique.
Elle devient la première médaillée olympique de l'histoire de Saint-Marin, tous sports confondus, en gagnant une médaille de bronze dans sa discipline lors des Jeux olympiques de Tokyo. Elle remporte ensuite une médaille d'argent sur l'épreuve mixte lors des mêmes Jeux.

## Biographie
Alessandra Perilli gagne en juin 2009 deux médailles dans des évènements internationaux : une médaille d'argent lors du trap des Jeux des petits États d'Europe et une médaille de bronze dans la même discipline lors des Jeux méditerranéens.
Perilli remporte deux manches consécutives de la Coupe du monde de tir de l'ISSF 2011.
Porte-drapeau de Saint-Marin aux Jeux olympiques de 2012, elle se qualifie pour la finale du trap femmes. Au terme de cette finale, elle termine deuxième ex aequo avec deux concurrentes, Zuzana Štefečeková et Delphine Réau. Elle participe alors à un barrage pour les médailles d'argent et de bronze. Première des trois concurrentes à échouer dans le tir de barrage, Perilli termine finalement l'épreuve au pied du podium.
Elle remporte la médaille d'or en fosse olympique aux Jeux méditerranéens de 2018.
Elle remporte une médaille de bronze dans sa discipline lors des Jeux olympiques de Tokyo, apportant à son pays la première médaille olympique de son histoire, tous sports confondus. Deux jours plus tard, elle y ajoute une médaille d'argent sur l'épreuve mixte, avec son compatriote Gian Marco Berti.
Elle a pour sœur la sportive Arianna Perilli (it).